# Heinz Johann Glössl
Heinz Johann Glössl (* 1. Jänner 1951 in Graz) ist ein österreichischer Unternehmer und ehemaliger Politiker (ÖVP).
Vom 18. Oktober 1991 bis zum 23. Jänner 1996 gehörte er dem steirischen Landtag in einer Gesetzgebungsperiode als Landtagsabgeordneter an.

## Leben und Wirken
Heinz Johann Glössl wurde am 1. Jänner 1951 in Graz geboren und war nach seiner allgemeinen Schul- und Berufsausbildung im Baugewerbe tätig. Später betätigte sich Glössl, der ab 1966 die Landwirtschaftliche Fachschule Grottenhof-Hardt besucht hatte, selbst als Unternehmer im Baugewerbe und wurde 1982 Bürgermeister der damals noch eigenständigen Gemeinde Röthelstein. Dieses Amt übte er über einen Zeitraum von rund 28 Jahren bis ins Jahr 2010 aus. In seine Zeit als Bürgermeister fiel der Vollanschluss Röthelsteins an die S35, um die Ortschaft für Betriebsansiedelungen attraktiver zu machen. Im Jahr 1991 zog Glössl als Parteifreier auf einem ÖVP-Mandat in den steirischen Landtag ein und gehörte diesem über die gesamte XII. Gesetzgebungsperiode an. Im Landtag gehörte der dem Ausschuss für Bau, Wohnbau und Raumordnung als Mitglied an, weiters war er Ersatzmitglied im Ausschuss für Finanzen. Außerdem war er ein Mitglied des Gemeindeausschusses sowie ein Ersatzmitglied im Ausschuss für Gesundheit, Sport und Spitäler und im Ausschuss für Land- und Forstwirtschaft. Im Ausschuss für Verkehr und Infrastruktur wurde er als Ersatzmitglied gelistet und dem Ausschuss für Wirtschaft und Arbeitsplatz gehörte er als Mitglied an.
2005 unterstützte er Gerhard Hirschmann in dessen neu gegründeter Partei Liste Hirschmann, mit der der ehemalige ÖVP-Politiker in den steirischen Landtag einziehen wollte. Das Unternehmen misslang, nachdem bei der Landtagswahl am 2. Oktober 2005 lediglich 2,05 % der Stimmen erreicht wurden. Glössl fungierte als Obmann des Vereins Liste Hirschmann, der sich mit Jahresende 2005 wieder auflöste.
Im Jahre 2008 wurde in Röthelstein von der Familie Glössl die RMC Röthelsteiner Mineral Consulting GmbH gegründet. Heinz Johann Glössl, der mit seiner Ehefrau Elisabeth die Firma für die beiden gemeinsamen Töchter gegründet hatte, steht dieser seitdem als Familienoberhaupt vor.
Zeitlebens wurde Glössl vielfach geehrt und bekam unter anderem im Jänner 2015 vom damaligen Bundeskanzler Werner Faymann den Berufstitel Kommerzialrat verliehen. Zu diesem Zeitpunkt war Glössl, der ab 1970 und bis zu seiner Pensionierung 2010 in der Tieber-Gruppe tätig war, bereits pensioniert, aber nebenbei Vorstand der Tieber-Stiftung, in der er die Gesellschafter bei strategischen Entscheidungen unterstützt, die Tieber GmbH in allen Beteiligungen vertritt und noch vereinzelte Großprojekte wie Tunnelbaustellen, Rohstoffabbaustätten und Deponien wie die Baurestmassendeponie in Thal bei Graz bearbeitet und betreut. Im Mai 2019 wurde ihm das Große Ehrenzeichen des Landes Steiermark verliehen.
Glössl lebt mit seiner Frau Elisabeth, mit der er unter anderem die Töchter Elisabeth und Anette hat, im gemeinsamen Haus in Röthelstein. Die Tochter Anette, die einst mit dem Industriellen Johannes „Hannes“ Dietrich verheiratet war, betreibt hauptberuflich die Pflegeagentur a´nette pflege. Die Tochter Elisabeth Krobath ist Geschäftsführerin der RMC Röthelsteiner Mineral Consulting GmbH.